# Slanger og øgler
 For alternative betydninger, se Slange (flertydig). (Se også artikler, som begynder med Slange)
Slanger og øgler (også kaldet skælklædte krybdyr, det videnskabelige navn er Squamata) er den største orden af nulevende krybdyr, og er med over 9.000 arter den 3. største orden af hvirveldyr efter fugle og pigfinnefisk. Slanger og øgler udgør omkring 96 % af alle nulevende krybdyrarter og omfatter underordnerne øgler, slanger og ormeøgler. Øgler har oftest fire ben (f.eks. firben), men nogle få (f.eks. stålormen) er lemmeløse. Slanger og ormeøgler er næsten altid lemmeløse (ormeøgleslægten Bipes har 2 forben). De resterende 4 % nulevende krybdyr er skildpadder, krokodiller og broøgler.
Medlemmerne af ordnen er kendetegnet ved at deres hud har forhornede skæl eller plader, og ved deres bevægelige kæber hvor overkæben kan bevæges i forhold til kraniet. Det er især udpræget ved slanger som kan åbne kæberne nok til at spise meget store byttedyr. Hannerne er også karakteristiske ved have to hemipenisser placeret på sin side af dyrets kloakåbning. Slanger og øgler har som eneste gruppe krybdyr arter som føder levende unger, og arter som venter med at lægge deres æg indtil det er udviklet nok til klække, foruden arter som lægger uudviklede æg som andre krybdyr.
Der er meget stor variation af størrelserne af slanger og øgler, fra 2 cm lange dværggekkoer til 9 m lange Netpytoner (Reticulated python) eller op til 300kg tunge anakondaer.

## Klassifikation
- Slanger og øgler (Squamata) (skovfirben, markfirben, jesusfirben...)
  - Superfamilie Iguania
    - Familie Iguanidae (leguaner...)
    - Familie Agamidae (agamer, grøn vandagam...)
    - Familie kamæleoner Chamaeleonidae (yemenkamæleon...)

  - Scleroglossa
    - Superfamilie Gekkota
    - Familie Gekkonidae (gekkoer)
    - Familie Pygopodidae (benløse øgler)
    - Familie Dibamidae (blinde øgler)
    -  ?-Dibamidae
    -  ?- Slanger Serpentes (snog, hugorm, Belchers havslange, sort mamba, Tigerpython, python, boaslange, anakonda...)
    -  ?-Amphisbaenia (Ormeøgler)
    - Superfamilie Scincomorpha
      - Familie Scincoidea (skinker)
      - Lacertoidea (væg øgler eller ægte øgler)

    - Familie Teiidae (tegus)
    - Familie Cordylidae (spinytail lizards)
    - Familie Gerrhosauridae (plated lizards)
    - Familie Gymnophthalmidae (spectacled lizards)
    - Familie Xantusiidae (night lizards)
    - Angouimorpha
      - Familie Anguidae (stålorm...)
      - Familie Xenosauridae (knob-scaled lizards)
      - Familie Varanoidea (monitor lizards)
      - Familie Anniellidae (American legless lizards)
      - Familie Lanthanotidae (earless monitor lizards)
      - Familie Helodermatidae (gilaøgle)